# 側斑單棘躄魚
側斑單棘躄魚（學名：Chaunax latipunctatus），為輻鰭魚綱鮟鱇目單棘躄魚亞目單棘躄魚科的其中一種，為深海底棲魚類，分布於東南太平洋的加拉巴哥群島海域，棲息深度345-800公尺，體長可達13.5公分，生活習性不明。

## 扩展阅读
維基物種上的相關：側斑單棘躄魚